# Castellar de la Ribera
|  | Aquest article tracta sobre el municipi del Solsonès. Vegeu-ne altres significats a «Castellar». |

Castellar de la Ribera és un municipi de la comarca del Solsonès i, alhora, una de les quatre entitats de població que hi ha al municipi.
El 2019, l'alcaldessa és M. Claustre Sunyer Cantons.

## Geografia
- Llista de topònims de Castellar de la Ribera (Orografia: muntanyes, serres, collades, indrets..; hidrografia: rius, fonts...; edificis: cases, masies, esglésies, etc).

### Límits
Es troba a la banda occidental de la comarca. Pel nord imita amb Odèn, pel nord-est amb Lladurs, per l'est amb Olius, pel sud, amb Pinell de Solsonès i per l'oest amb Bassella (Alt Urgell). El seu terme municipal comprèn bona part de la conca mitjana de la Ribera Salada al nord i bona part de la conca de la dreta de la capçalera de riera de Madrona al sud.

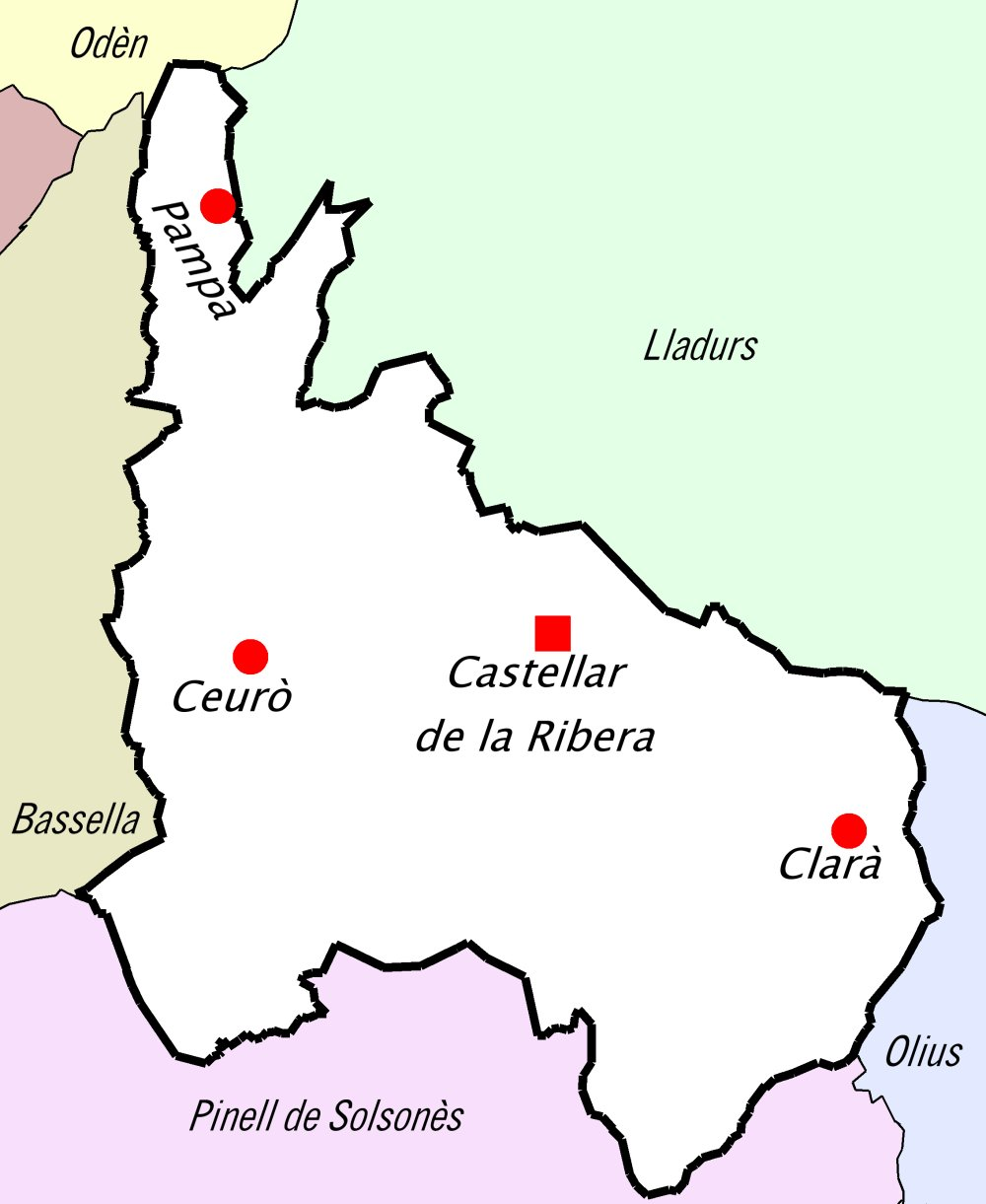
El terme municipal de Castellar

### Orografia

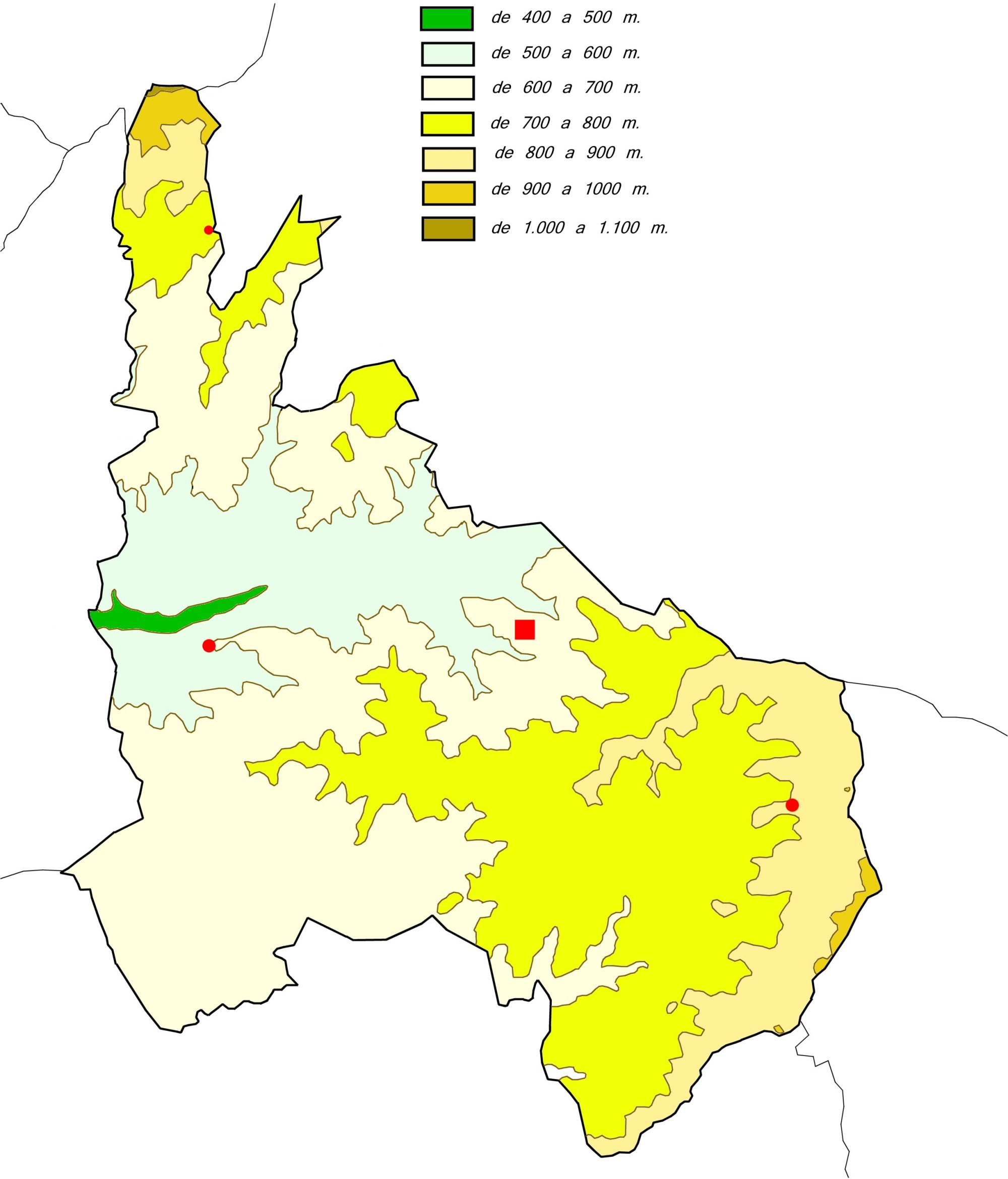
Mapa orogràfic del municipi

La major part del terme municipal de Castellar de la Ribera està ocupat per la vall de la Ribera Salada. Únicament la banda de migdia és part del vessant solei de la capçalera de la riera de Madrona. Donat que aquests dos rius baixen de l'est cap a l'oest, les altituds del terme municipal també davallen de l'est (on s'arriba a assolir els 938,2 m. d'altitud al cim de la Torregassa cap a l'oest (la cota mínima del terme municipal és de 474,4 m. d'altitud que hi ha al punt on la Ribera Salada surt del municipi per entrar al de Bassella. Tot i això, val a dir que la màxima altitud del municipi s'assoleix a l'extrem nord del mateix on el cim de Serrallonga (punt culminant de la serra d'Oliana) arriba als 1.027,1 m. d'altitud.
Dins d'aquesta estructura orogràfica hi ha un reguitzell de serrats i turons escampats per tot el terme. D'entre aquestes petites serres, al vessant nord de la Ribera Salada al Nomenclàtor oficial de toponímia major de Catalunya fa esment del Serrat de Pampa, la Serra de Comardons, la Serra de Freixa i el Serrat de Costamala. Quant als turons, en fa esment del ja citat Serrallonga, el Serrat de Santa Magdalena, el Tossal Alt i el Turó de l'Ocata
Entre la Ribera Salada i la Riera de Madrona el Nomenclátor fa esment del Serrat de Cal Bernat, el Serrat de la Botjosa, el Serrat de l'Àliga, el Serrat de Vilaginés, el Serrat de Villaró, el Serrat del Coll, el Serrat del Ginebre, el Serrat dels Apòstols, el Serrat dels Morts, el Serrat dels Pastors, el Serrat de l'Hostal de les Forques pel que fa a les petites serralades i el Serrat Alt, els Copets, el Matavaques, el Serrat de Bavià, el Serrat de la Bandera de Vilatobà i el Serrat de la Bandera de la Serra de Caballol, el Serrat del Cucut, el Serrat dels Rovellons, serrat Escapçat, el Serratalt, la Torregassa i el Tossal Roig i pel que fa als turons.
A banda d'aquest accidents orogràfics, al Nomenclàtor també hi consten els següents orònims: el Clot de la Vinya, el Clot dels Trumfos, el Coll de la Guineu, la Collada de Cal Badoc, la Collada de Clarà, el Collet de Sant Pere, la Costa dels Romanins i el Pla Gran

### Hidrografia

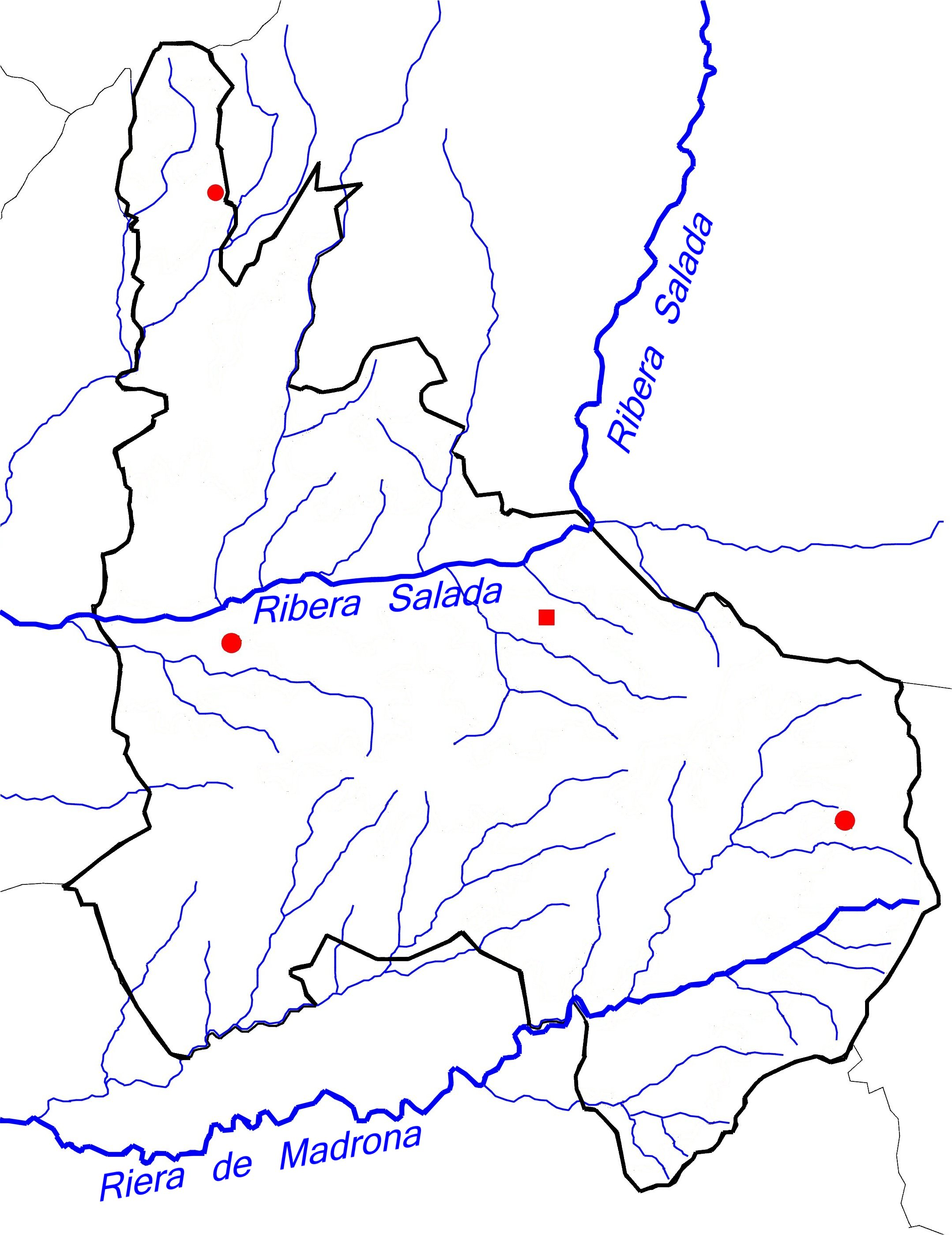
Mapa hidrogràfic del municipi

#### Corrents fluvials
La Ribera Salada rep per la dreta el barranc de Querol, el torrent de Freixa, el torrent de la Vila i el torrent dels Llops i per l'esquerra la rasa de Villaró, la rasa de Vilatobà i la rasa de la Font de la Masia. Pel que fa a la Riera de Madrona, cal fer esment del barranc dels Apòstols, el barranc de Sant Tirs i la rasa de Pujol com els principals afluents per la dreta mentre que la rasa de Cària li aporta les aigües per l'esquerra.

### Clima
Clima mediterrani continental.
A la capital del municipi (Castellar de la Ribera, 649 m d'altitud) les precipitacions són d'uns 687 mm anuals amb el maig com el mes més plujós (82,6 mm de mitjana) i el febrer com el més sec (31 mm de mitjana).
La temperatura mitjana anual és de d'11,1 °C amb el gener com a mes més fred (-1,4 °C de mitjana de les mínimes) i amb el juliol com el mes més càlid (29,4 °C de mitjana de les màximes).
La mitjana de la radiació solar és d'uns 13.070 w/m²/dia. A l'hivern no són estranys els dies de boira cobrint bona part del municipi.

### Demografia
| 1497 f | 1515 f | 1553 f | 1717 | 1787 | 1857 | 1877 | 1887 | 1900 | 1910 |
| ------ | ------ | ------ | ---- | ---- | ---- | ---- | ---- | ---- | ---- |
| 37     | 41     | 44     | 279  | 348  | 695  | 478  | 384  | 394  | 393  |

| 1920 | 1930 | 1940 | 1950 | 1960 | 1970 | 1981 | 1990 | 1992 | 1994 |
| ---- | ---- | ---- | ---- | ---- | ---- | ---- | ---- | ---- | ---- |
| 362  | 398  | 376  | 401  | 297  | 188  | 191  | 170  | 155  | 155  |

| 1996 | 1998 | 2000 | 2002 | 2004 | 2006 | 2008 | 2010 | 2012 | 2014 |
| ---- | ---- | ---- | ---- | ---- | ---- | ---- | ---- | ---- | ---- |
| 147  | 149  | 153  | 144  | 155  | 162  | 159  | 156  | 159  | 149  |

| 2016 | 2018 | 2020 | 2022 | 2024 | 2026 | 2028 | 2030 | 2032 | 2034 |
| ---- | ---- | ---- | ---- | ---- | ---- | ---- | ---- | ---- | ---- |
| 142  | 137  | 131  | 135  | 144  | -    | -    | -    | -    | -    |

| Entitat de població    | Habitants (2024) |
| Clarà                  | 68               |
| Castellar de la Ribera | 39               |
| Ceuró                  | 32               |
| Pampa                  | 5                |
| Font: Idescat          |                  |

### Economia

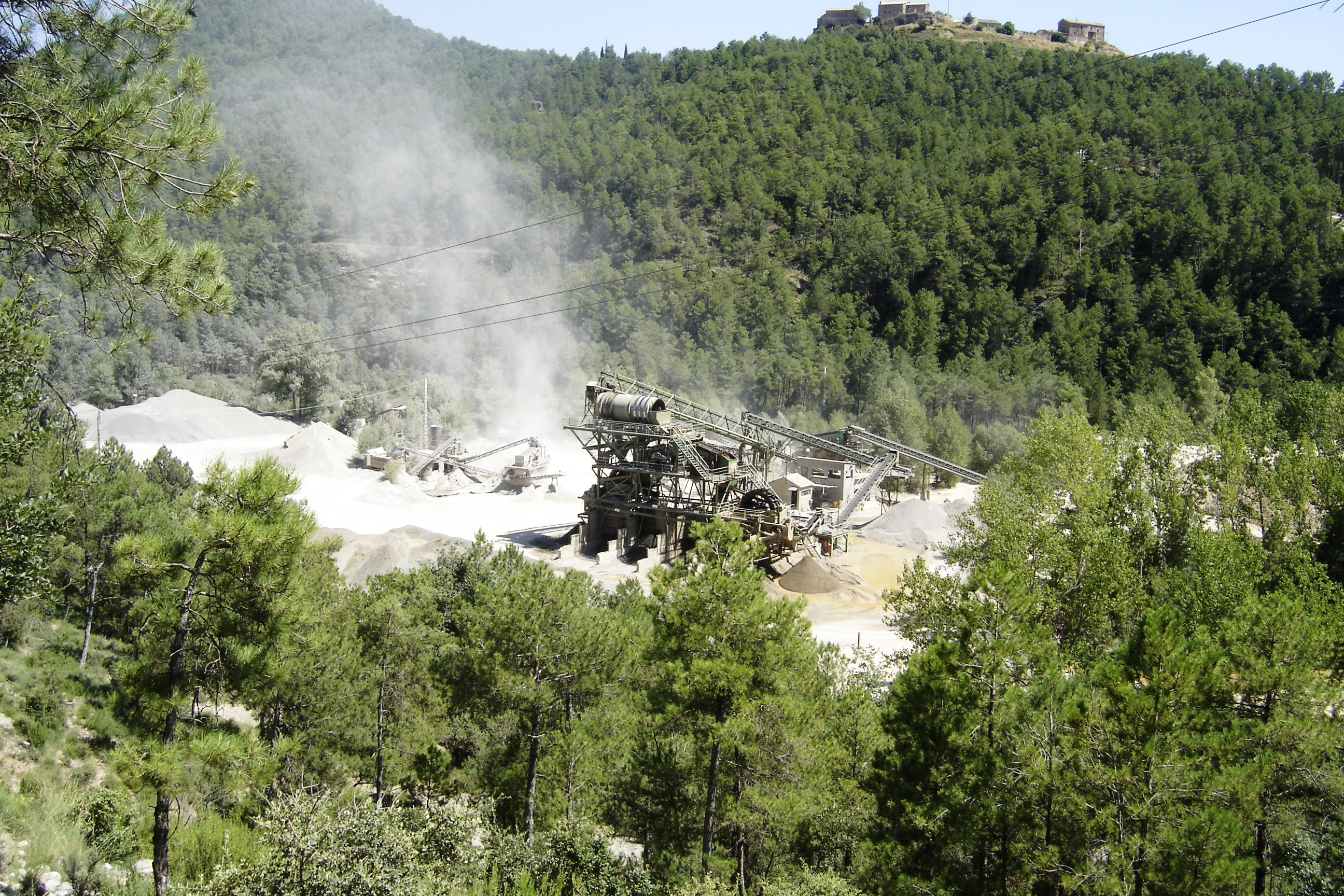
La gravera de Ceuró.

L'activitat econòmica del municipi se centra quasi exclusivament en el sector primari. Del sector secundari cal esmentar una indústria d'extracció d'àrids i en sector serveis compta únicament amb un establiment de turisme rural amb 7 places.

#### Agricultura
La major part del terme és ocupada pels boscos. L'agricultura és bàsicament de secà, amb predomini del cultiu de cereals.

#### Població activa
De les 61 persones que configuraven la població activa de Castellar de la Ribera l'any 2001 (49 el 1996), 22 treballaven al municipi i 39 es desplaçaven a treballar fora del municipi.
Al municipi hi havia 24 llocs de treball. 22 eren ocupats per residents i els 2 restants venien a treballar-hi des d'un altre municipi.

## Educació
Al municipi no hi ha en funcionament cap escola d'ensenyament primari. Tot i això, a Cal Mestre (actualment seu de l'ajuntament al nucli de Castellar) s'hi pot visitar l'antiga escola que s'ha conservat tal com als anys 40.

## Monuments d'interès històric

### Prehistòrics

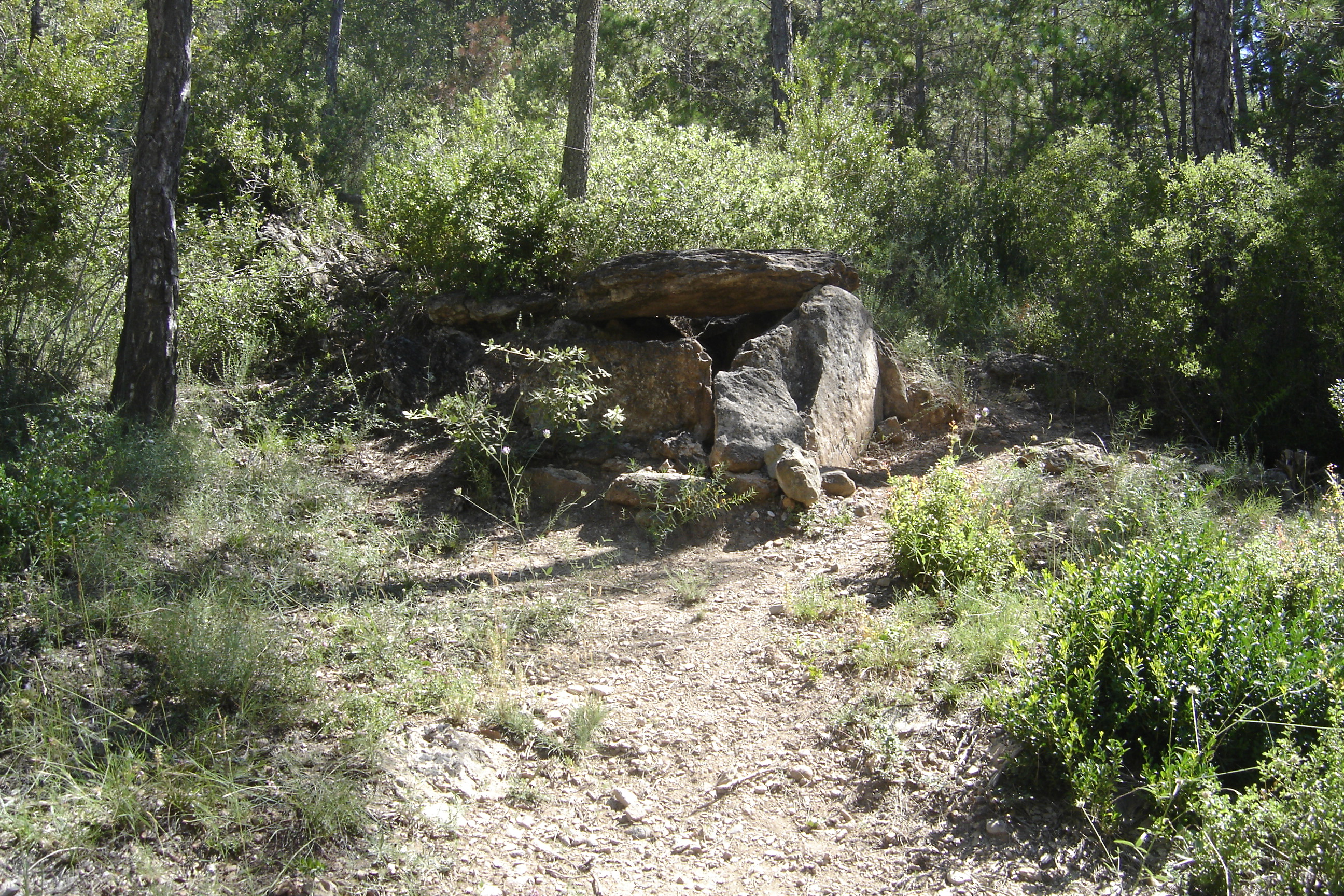
Una de les 3 tombes de la necròpolis de Ceuró.

- Necròpolis de Ceuró: sepulcres del Neolític (3000aC).
- Necròpolis del Llor: sepulcres del Neolític (3000 aC).
- Sepulcre de Viladebait: tomba del Neolític (3000aC).
- Necròpolis del Solà: sepulcres del Calcolític (2000aC).
- Sepulcre de la trinxera: tomba possiblement prehistòrica però fins avui de cronologia indeterminada.

### Religiosos
- Sant Pere de Castellar:L'església actual és del S. XVIII, però amb fonts documentals que daten la construcció de la primera església l'any 1037
- Sant Joan de Ginestar: Capella actual del S. XVII
- Santa Magdalena de Vilaprinyó:
  - Capella del S.XIII enganxada a la casa.
  - Capella del S.XI situada al serrat de Sta. Magdalena.
- Santa Magdalena de les Tàpies: Capell del S. XI.
- Sant Mateu de Camardons: Capella del S. XVIII enganxada a la casa.
- Santa Margarida de Pampe: Capella original del S. IX.
- Santa Maria de Ça Vila: Capella del S. XIII.
- Sant Julià de Ceuró: Església del S. XI.
- Els Apòstols: Capella actual del S. XIX.
- Sant Andreu de Clarà: Església del S. X.
- Sant Sebastià: Capella del S. XVII.

### Civils

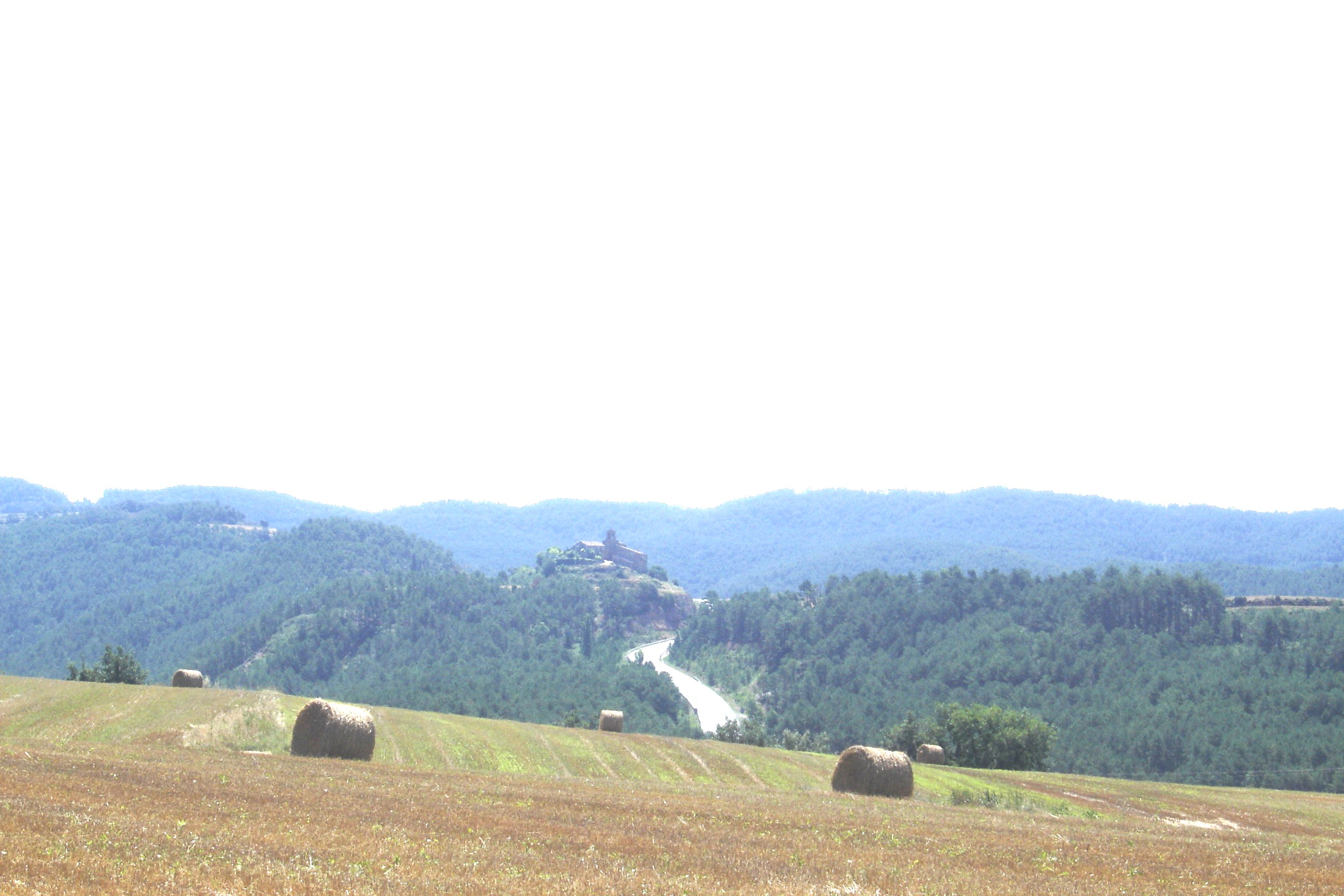
El poble, encastellat, de Castellar de la Ribera

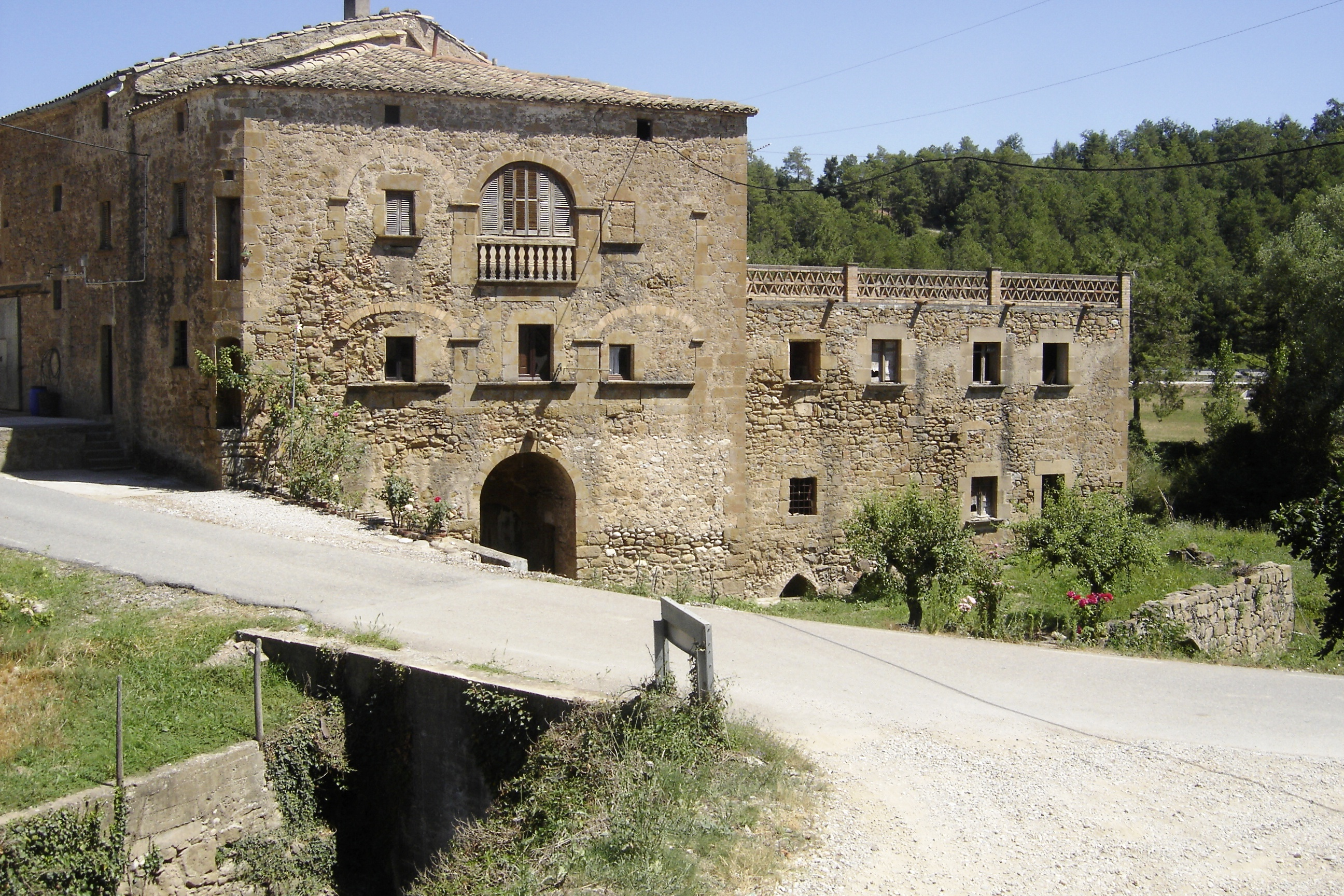
El molí de Querol

- Castellar de la Ribera: Castell del S.XI (només en queda part del mur)
- Torremorell: Torre del S.XIV
- El Llor: Castell del S.XII
- Vilaprinyó: Construcció encastellada amb restes de muralla del S.XI
- Molí de Querol: Molí original del S.XI
- Ceuró: Castell del S.XI
- Clarà: Castell del S.XI

## Poble
Està format íntegrament per poblament disseminat. Com sol ser habitual en aquest tipus de poblament tan freqüent a la comarca, el nucli del poble sol ser ubicat al lloc on hi havia el castell i l'església parroquial que, en aquest cas, és l'església de Sant Pere de Castellar.
Actualment del castell tan sols en queda un tros de mur o la base de la torre que, juntament amb l'església, l'actual edifici de l'Ajuntament i una altra casa formen una mena de turó encastellat que, per bé que actualment és obert, no seria estrany que en el seu temps hagués estat clos.
En alguns document de 1.043 aquest lloc és anomenat la Vila de Seniofred i també la Guàrdia de Castellar.

### Demografia
| Evolució demogràfica |            |            |            |                   |                   |                   |       |
| Any                  | Nucli urbà | Nucli urbà | Nucli urbà | Poblament dispers | Poblament dispers | Poblament dispers | Total |
| Any                  | Homes      | Dones      | Total      | Homes             | Dones             | Total             | Total |
| 2000                 | 0          | 0          | 0          | 29                | 38                | 67                | 67    |
| 2001                 | 0          | 0          | 0          | 29                | 37                | 66                | 66    |
| 2002                 | 0          | 0          | 0          | 28                | 37                | 65                | 65    |
| 2003                 | 0          | 0          | 0          | 30                | 34                | 64                | 64    |
| 2004                 | 0          | 0          | 0          | 29                | 33                | 62                | 62    |
| 2005                 | 0          | 0          | 0          | 27                | 33                | 60                | 60    |
| 2006                 | 0          | 0          | 0          | 27                | 33                | 60                | 60    |
| 2007                 | 0          | 0          | 0          | 26                | 30                | 56                | 56    |
| 2008                 | 0          | 0          | 0          | 25                | 30                | 55                | 55    |
| Font: INE            |            |            |            |                   |                   |                   |       |

### Masies
- El Noguer de Dalt. Situada a sobre de la masia El Noguer al poble de Clarà. A 857 m.[5] Documentada el 1084.[6][7]

- Masies antigues:
  - Can Bigarrat (balma)
  - Jolmeda
  - Pla de Peraltes (segle xi)
  - Les Planes (segle xiii)
  - Can Ricard (segle xvii)
  - Riucanal (XII)
  - La Serradora (segle xviii). Prop de la masia del Llor